# داون هدسون
داون هدسون (بالإنجليزية: Dawn Hudson)‏ هي صحفية وممثلة أمريكية، ولدت في 1957 في هت سبرينغز في الولايات المتحدة.

## وصلات خارجية
- داون هدسون على موقع IMDb (الإنجليزية)
- داون هدسون على موقع IMDb (الإنجليزية)
- داون هدسون على موقع قاعدة بيانات الفيلم (الإنجليزية)